# برزان (مقاطعة دورود)
برزان (بالفارسية: برزان) هي مستوطنة تقع في قسم حشمت‌آباد الريفي (مقاطعة دورود) في إيران. يقدر عدد سكانها بـ 360 نسمة .